# Hay (condado)

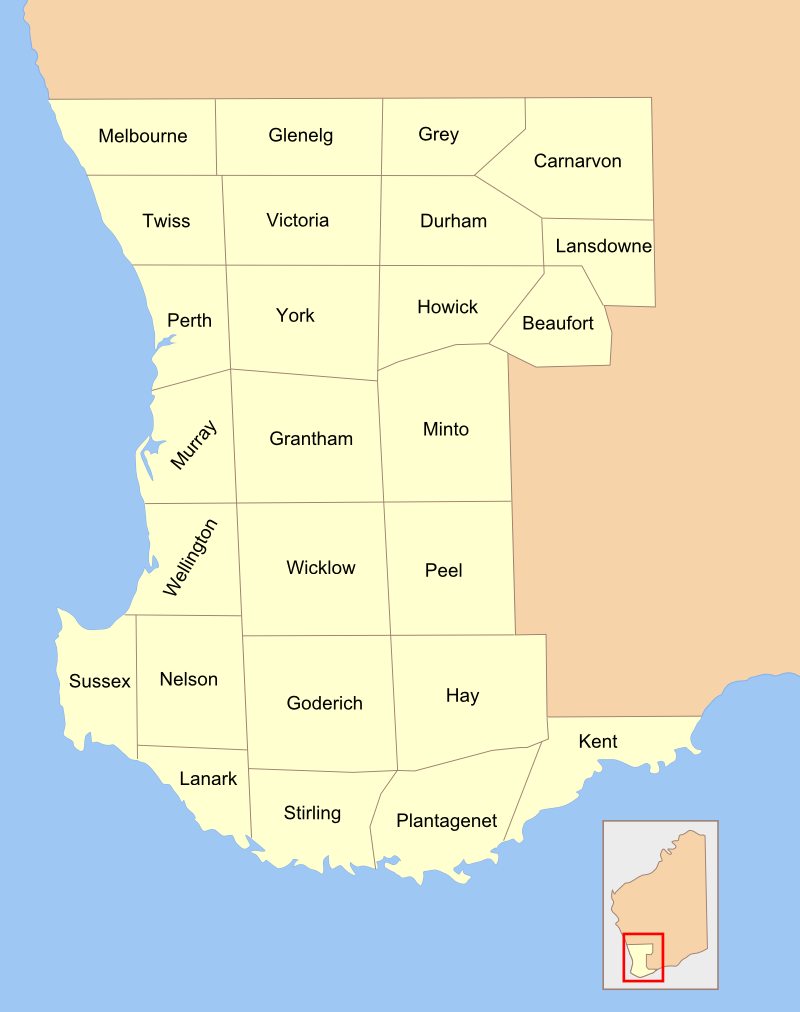
26 condados da Austrália Ocidental

Condado de Hay foi um dos 26 condados da Austrália Ocidental que foram designados em 1829 como divisões cadastrais. Corresponde aproximadamente ao Kojonup (distrito de terra) e ao norte Plantagenet (distrito de terra) que constituem a base para títulos de terras na área.